# Tańcz, tańcz, tańcz
Tańcz, tańcz, tańcz (jap. ダンス・ダンス・ダンス Dansu, dansu, dansu) – wydana w 1988 roku szósta powieść japońskiego pisarza Harukiego Murakamiego, kontynuacja powieści Przygoda z owcą.
Jej bohaterem jest trzydziestoczteroletni mężczyzna mieszkający w Tokio, zarabiający na życie pisaniem tekstów na zlecenie. Jego życie toczy się wokół pracy, nie ma praktycznie znajomych, zostawiła go żona. Za jedne z najlepszych lat swojego życia uznaje czas spędzony w hotelu Dolphin, gdzie przed 4 laty mieszkał z luksusową call girl Kiki. Teraz w snach czuje, że Kiki wzywa go z powrotem do tego hotelu. Bohater jedzie do niego i odkrywa, że na 16. piętrze kryje się wejście do innego świata, który może pomóc mu na nowo związać się z rzeczywistością. Od tego momentu jego życie ulega całkowitej zmianie.
W Japonii powieść po raz pierwszy została wydana przez wydawnictwo Kōdansha w październiku 1988 roku. W Polsce po raz pierwszy wydało ją Warszawskie Wydawnictwo Literackie Muza w maju 2005 w tłumaczeniu Anny Zielińskiej-Elliott (ISBN 83-7319-599-8).
Powieść pisana jest w narracji pierwszoosobowej i została podzielona na 44 rozdziały (także w polskim wydaniu).

## Bohaterowie
- X – główny bohater, trzydziestoczteroletni mieszkaniec Tokio, którego imię nie jest znane. Pisze na zlecenie wszystko, co zostanie mu zaproponowane. Rozwiedziony, bez przyjaciół, nagle zacznie na nowo żyć.
- Yumiyoshi – dziewczyna pracująca w hotelu Dolphin w Sapporo. Pochodzi z hotelarskiej rodziny i lubi swoją pracę. Kiedyś udało jej się dostać na tajemnicze 16. piętro.
- Yuki (jap. śnieg) – oryginalna trzynastolatka, której brak opieki rodziców, ale nie wolnego czasu. Jej ulubione sformułowanie to "To idiotyzm".
- Ame (jap. deszcz) – matka Yuki. Artystka, która pochłonięta nowymi projektami zapomina o własnej córce.
- Człowiek-Owca – tajemnicza istota zamieszkująca 16. piętro.
- Gotanda – znajomy X z gimnazjum. Został aktorem i grywa kiepskie role w kiepskich filmach, ale ze względu na swą aparycję jest uwielbiany przez tłumy. Z X łączą go przynajmniej trzy rzeczy.